# 파이어니어 0호
파이어니어 0호(영어: Pioneer 0, 토르-에이블 1호로도 알려져 있다)는 미국의 실패한 우주 탐사선이다. 달의 궤도를 돌도록 설계되었으며, 텔레비전 카메라와 유성진 감지계, 그리고 자력계가 장착되어 있었다. 파이어니어 0호는 첫 번째 국제 지구 관측년 (IGY) 과학 페이로드의 한 부분이었다. 파이어니어 계획의 한 부분으로 미국 공군에 의해 만들어져 세계 최초로 지구 궤도를 넘어설 인공위성이었다. 하지만 발사 후 거의 바로 실패하였다. 탐사선은 파이어니어 1호라고 불릴 수 있었지만, 발사에 실패하자 그 이름을 붙이지 않았다(대신 토르-에이블 1이라는 이름을 붙였다).

## 탐사선 설계
탐사선의 상부는 6.5 인치의 '쪼그려져 있는' 원뿔 절두체 모양이고, 중간은 얇은 원기둥형으로 이루어져 있다. 원기둥의 지름은 29 인치이고, 위쪽 원뿔의 상단에서 반대쪽 원뿔의 거리는 76 cm였다. 우주선의 중앙 부분과 11 kg 짜리 고체 추진제 로켓이 연결되어 있었다. 우주선은 크게 추진 로켓과 겉면으로 구성되어 있었다. 8개의 저추력 고체 추진제는 속도 조절용 로켓이 분리되고 난 후 사용할 수 있도록 상부 원추의 상단에 장착하였다. 또한 자기 다이폴 안테나는 상부 원추의 상단에 튀어나와 있었고, 외부 껍데기는 접합된 플라스틱으로 구성했으며, 온도를 조절하기 위해 밝은 색과 어두운 색을 스트라이프 패턴으로 색칠했다.
과학 장비들의 총 무게는 11.3 킬로그램 이었고 아래와 같은 장비들로 이루어져 있었다.
- 화상 텔레비전 카메라는 (특히 지구에서 보이지 않는)달의 표면에 대해 연구하기 위해서 실렸다.[4]
- 진동판/마이크는 유성진을 감지하기 위해 실렸다. 유성진이 마이크에 부딪히면 음파를 생성하게 되고, 마이크는 음파를 감지하여 약 100 kc 정도의 대역폭에서 울려 압전기를 생성한다. 압전기는 증폭 회로를 통과하기 때문에 감지될 가능성이 있었다.[4]
- 코일-검색 자력계는 지구, 달과 내행성계 자기장을 측정하기 위해 실렸다. 당시에는 달이 자기권을 가지고 있는지의 여부가 알려지지 않았었다.[4]

로켓의 점화를 위해서 니켈-카드뮴 전지를 사용하였고, 텔레비전 장치를 위해 산화 은 전지를 사용하였으며, 나머지 기기를 위해 수은 전지를 사용하였다. 도플러 장비나 텔레비전 장치의 원격 측정을 위해서 자기 다이폴 안테나를 사용하였고, 이 무선 통신의 주파수는 국제 지구 관측년에 발사된 위성들에 사용하는 108.06 MHz였다. 지상에서의 명령은 다이폴 안테나를 이용해 115 MHz의 주파수 대역에서 수신되었다. 우주선은 초당 1.8번 회전하는 회전 안정 위성이었고, 회전 방향은 거의 궤도의 지자기 경선 방향이었다.

## 발사와 실패
파이어니어 0호는 1958년 8월 17일 12시 18분(UTC), 미국 공군 기지에서 토르 미사일 제 127호로 발사되었다. 예정된 시간에서 4분 지연되었다. 발사 73.6초 후 토르 미사일의 추진부 결함으로 폭발하였다. 16 km 고도까지 올라간 후, 16 km를 추락해 대서양에 추락하였다. 실패의 원인은 터보 펌프 베어링의 고장으로, 액체 산소 펌프가 정지했기 때문으로 추정된다. 불규칙한 원격 측정 신호는 폭발 후 123초 후까지 위성 본체와 로켓 상부에서 수신되었고, 로켓 상부의 신호는 바다에 떨어질 때까지 추적되었다. 원래 계획은 2.6일 동안 달로 향한 후 TX-8-6 엔진이 점화되어 29000 km의 달 궤도를 2주 동안 유지하는 것이었다.
이 임무는 미국 공군이 수행한 유일한 파이어니어 계획의 임무였으며, 그 후의 임무는 미국 항공우주국이 수행하였다.